# Pygocentrus palometa
A Pygocentrus palometa a csontos halak (Osteichthyes) főosztályának a sugarasúszójú halak (Actinopterygii) osztályába, ezen belül a pontylazacalakúak (Characiformes) rendjébe és a pontylazacfélék (Characidae) családjába tartozó faj.

## Előfordulása
A Pygocentrus palometa Venezuelában az Orinoco folyó medencéjében található meg.

## Életmódja
Trópusi és édesvízi halfaj. A nyíltabb vizeket kedveli.